# Mearley
Mearley – civil parish w Anglii, w Lancashire, w dystrykcie Ribble Valley. W 2001 civil parish liczyła 25 mieszkańców. Mearley było Merlay w 1241, Merlee w 1272, Merleye w 1302 i Morleye w 1306.